# Fatma Sultan (dcera Ahmeda III.)
Fatma Sultan (22. září 1704 – 4. ledna 1733) byla osmanská princezna, dcera sultána Ahmeda III. a jeho manželky Emetullah Kadın. Byla manželkou velkovezírů Silahdara Damata Ali Paši a Nevşehirli Damat Ibrahima Paši. Byla politicky aktivní a vlivná ve státních záležitostech během Tulipánové éry (1703–1730).
Byla nejstarším dítětem a dcerou svého otce.

## První manželství
V roce 1709, ve věku pěti let, ji její otec Ahmed III. zaslíbil Silahdar Ali Pašovi. Svatba se konala ve dnech 11. května – 16. května 1709 v paláci Topkapi. Díky sňatku získal Silahdar Ali post vezíra. Poslední den svatby byla Fatma odvezena z paláce Topkapi do paláce Valide Sultan v Eyüp, kde byl sňatek potvrzen. Oslavy skončili 20. května.
Silahdar Ali Paša se stal velkovezírem v roce 1713. Zemřel v roce 1716 a tak Fatma ovdověla již ve dvanácti letech.

## Druhé manželství
V roce 1717, když bylo Fatmě 13 let, ji otec provdal znovu, tentokrát za Nevşehirli Ibrahima Pašu. Svatba se konala 22. února 1717 v Edirne. Ibrahim Paša měl v té době 50 let a kvůli nabídce sňatku s princeznou se rozvedl se svou dosavadní manželkou. Za necelý rok se Ibrahim stal rovněž velkovezírem. V roce 1724 měli Ibrahim Paša a Fatma několik paláců na různých místech. Mimo jiné zrekonstruovali několik starších budov.
Fatma byla popisována jako politicky vlivná osoba, která ovlivňovala nejen svého otce, který za sebe nechal vládnout jejího manžela, ale i svého manžela velkovezíra. Některé zdroje ji uvádí jako skutečného vládce během pozdější Tulipánové éry. Asistovala samotnému Louis Sauveur Villeneuve, francouzskému velvyslanci v Osmanské říši v letech 1728–1741. Je považována za poslední de facto vládnoucí ženu během období tzv. sultanátu žen.
Pár strávil několik šťastných a blahobytných let během Tulipánové éry, která se stala symbolickou pro vládu jejího otce. Společně měli i syna Mehmeda, který zemřel v roce 1737.
Fatma Sultan ovdověla v roce 1730, když její manžel Ibrahim ve věku 64 let zemřel. Byl zabit během povstání Patrony Halila a to zapříčinilo i sesazení jejího otce Ahmeda III. z trůnu. V té době jí bylo 26 let.

## Charitativní činnost
V roce 1727 nechala Fatma Sultan postavit fontánu nedaleko paláce Ibrahima Paši, která je po ní pojmenována. V roce 1728 nechala vystavět fontánu i u mešity Cedid Valide Sultan v Üsküdaru. Během svého krátkého života financovala několik vzdělávacích institucí a nadací. Hlavní zdrojem tohoto financování byly majetky, které jí věnoval otec.
Nechala také postavit mešitu známou jako mešita Fatmy Sultan, která se nachází v Eminönü v Istanbulu. Nedaleko ní nechal její manžel postavit palác a Fatma nechala opravit další mešitu a aby ji mohla rozšířit, věnovala pro její výstavbu i své soukromé pozemky.

## Smrt
Fatma Sultan zemřela 4. ledna 1733 ve věku 28 let a byla pohřbena v hrobce Turhan Sultan v Nové mešitě v Istanbulu.